# Johnny Stompanato
Johnny Stompanato (Woodstock, Illinois, 10 de outubro de 1925 - Beverly Hills, Califórnia, 4 de abril de 1958) foi um gangster dos Estados Unidos, guarda-costas de Mickey Cohen e amante de Lana Turner. Foi assassinado em 1958 com uma faca de cozinha por Cheryl Crane, (a então adolescente) filha de Lana Turner, que acusou Stompanato de atacar a mãe. Mesmo esse caso tendo sido um dos grandes escândalos de Hollywood, Cheryl enfatiza em sua autobiografia que tinha muito orgulho em ter matado Stompanato para defender a mãe. Na época em que Stompanato foi morto, Lana Turner era constantemente agredida por ele e ameaçada de ter seu rosto desfigurado caso ela deixasse de o sustentar. Cheryl foi absolvida pelo crime.
No filme L.A. Confidential, há uma pequena aparição de Paolo Seganti no papel de Johnny Stompanato.